# Кумар, Гулшан
Гулшан Кумар (англ. Gulshan Kumar; 5 мая 1956, Нью-Дели — 12 августа 1997, Мумбаи) — основатель лейбла звукозаписи T-Series, а также продюсер фильмов Болливуда. В 1990-х годах лейбл звукозаписи T-Series стал одним из самых успешных в Индии.
В 1997 году был убит членами организованной преступной группы D-Company в Мумбаи. После убийства основателя, компания T-Series перешла под контроль его младшего брата Кришана Кумара и сына Бхушана Кумара. Дочери Тулси Кумар и Хушали Кумар являются известными закадровыми исполнительницами.

## Биография
Родился 5 мая 1956 года в Нью-Дели в семье панджабцев-индуистов. Его отцом был Чандрабхан Кумар Дуа, продавец фруктовых соков, который работал на улицах района Дарьягандж в центре Дели. Гулшан с раннего возраста работал с отцом, почитал Шиву и Парвати, так как его семья являлась последователем направления шиваизма. Затем его семья приобрела магазин по продаже пиратских пластинок и аудиокассет, что стало началом карьеры Гулшана в создании будущей огромной музыкальной империи.
Гулшан основал собственное предприятие по производству аудиокассет под названием Super Cassettes Industries. Он открыл музыкальную продюсерскую компанию в Нойде. По мере роста его бизнеса Гулшан переехал в Мумбаи.
Его первым фильмом в Болливуде стал «Lal Dupatta Malmal Ka» в 1989 году. Затем последовал «Жизнь во имя любви» в 1990 году и «Сердцу не прикажешь» в 1991.

## Гибель
12 августа 1997 года Гулшан Кумар был застрелен возле индуистского мандира в районе Андхери в Мумбаи. К убийству продюсера была причастна организованная преступная группа D-Company. Полиция Мумбаи также предъявила обвинения композитору Надиму Сайфи (члену музыкального дуэта Надим-Шраван) в том, что он заплатил за убийство Гулшана Кумара из-за личного конфликта с ним, а затем покинул страну. 9 января 2001 года Абдул Рауф Мерчант (известный под прозвищем «Раджа») признался в убийстве продюсера. 29 апреля 2002 года судья М. Л. Тахильяни приговорил Абдула Рауфа к пожизненному заключению, заявив, что не стал назначать смертную казнь, так как у стороны обвинения не хватило доказательств, что Рауф был не просто исполнителем, но и организатором преступления. По данным полиции, Надим Сайфи заплатил за убийство Гулшана Кумара члену ОПГ D-Company Абу Салему (который работал на Давуда Ибрагима), а тот нанял исполнителем Абдула Рауфа. У Давуда Ибрагима и Абу Салема уже были планы по ликвидации Гулшана Кумара, так как тот ранее отказался им платить за крышу. Тело Гулшана Кумара было кремировано в шмашане в Дели.
После того как полиция выдвинула против него обвинения, Надим Сайфи бежал в Великобританию. В 2001 году дело было передано на рассмотрение в Высокий суд Лондона, который отклонил просьбу индийского правительства об экстрадиции подозреваемого на том основании, что не было серьезных улик против него. В августе 2001 года главный свидетель обвинения Мохаммед Али Хуссейн Шейх, который ранее утверждал, что Надим Сайфи участвовал в организации убийства продюсера, заявил, что никогда не видел Надима Сайфи и не знает кто это такой. Абу Салем также публично отрицал причастность Надима Сайфи к убийству Гулшана Кумара. Затем, с Надима Сайфи были сняты обвинения как судами Великобритании, так и Индии. В конечном итоге Надим Сайфи получил гражданство Великобритании и переехал в Дубай, где успешно ведет парфюмерный бизнес.

## В популярной культуре
В 2017 году лейбл звукозаписи T-Series объявил о планах снять биографический фильм о Гулшане Кумаре под названием «Могул».